# Ракита
Вижте пояснителната страница за други значения на Ракита.
Ракитата (Salix viminalis) е вид храстовидна върба. Обикновено достига височина между 3 и 6 m. Дългите прави клони имат необичайно дълги и тесни листа – около 10-15 cm дължина и само 1 cm ширина. Листата на ракитата са тъмнозелени, сиви от долната страна.
Гъвкавите клони правят ракитата особено подходяща за изработването на кошници. Тя се среща най-често край потоци и други влажни места.

## Други
На ракитата е наречена улица в квартал „Горна баня“ в София (Карта).